# Bruno Giannelli
Bruno Giannelli, né le 10 août 1925 à Bagno a Ripoli (Toscane), est un coureur cycliste italien, professionnel de 1950 à 1952. 

## Biographie
En 1950, Bruno Giannelli est encore amateur quand il rencontre Gino Bartali, qui l'invite pour un entraînement, un aller-retour Florence-Sienne. Il est engagé comme coéquipier de Bartali dans l'équipe du même nom pendant 3 ans. Il met fin à sa carrière professionnelle en 1953, lassé d'être systématiquement surclassé par les 3 grands coureurs italiens de l'époque : Bartali, Coppi et Magni. À l'issue de sa carrière professionnelle il redevient plombier.

## Palmarès professionnel

### 1950
- 9e du Milan-San Remo
- 8e du Tour d'Ombrie

## Résultats sur les grands tours

### Tour d'Italie
3 participations
- 1950 : 59e
- 1951 : abandon
- 1952 : 79e